# シランクス
『シランクス』（フランス語: Syrinx）は、クロード・ドビュッシーにより1913年に作曲された無伴奏フルート作品。19世紀末から20世紀前半に活躍したフランスの名フルート奏者、ルイ・フルーリーに献呈された。
当初は、ガブリエル・ムーレの未完の劇『プシシェ』（Psychéフランス語でプシュケを意味する）の付随音楽として、舞台袖で演奏すべき小品として作曲された。当初は『パンの笛』（Flûte de Pan）と名付けられたが、すでにドビュッシーの連作歌曲『ビリティスの歌』（Chansons de Bilitis）に同名の作品があることから、混同を避けて『シランクス』と改名された。
シランクスとは、ギリシャ神話のニンフにしてアルテミスの従者、シュリンクスの名をフランス語読みにしたものである。彼女は牧神パンに一目惚れされてにじり寄られ、恐怖に駆られて逃げ惑ううちにラドン川のほとりで逃げ場を失い、川の妖精に祈って葦に姿を変えたと言い伝えられている。葦になったシランクスの声に聴き惚れたパンは「少なくとも、あなたの声と共にいることができた。」と喜び、その葦を手折って葦笛シュリンクスパンフルートを作り、自らのトレードマークとした。

## 楽曲構成

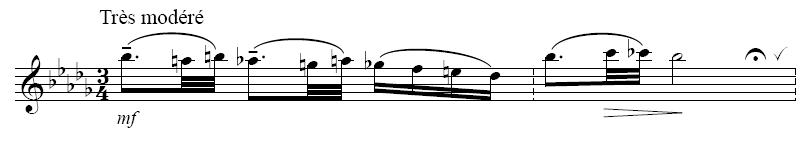

もともと『シランクス』は、ドビュッシー自身は出版の意思を持っておらず、1927年にマルセル・モイーズの校訂によりジョベール社から出版された。従来の出版譜の多くはジョベール版を踏襲していたが、1993年に自筆譜のファクシミリ版が出版され、最後から2小節目のB♮音に従来付けられていたアクセントが実はディミヌエンドであったことが判明し、現在では自筆譜どおりの演奏が一般的になりつつある。
楽譜には変ロ短調の調性記号が付いているものの、調性感は極めて稀薄である。冒頭では、変ロ短調の主音であるB♭の音を中心にして揺れ動く。小休止を挿んだ後の第2フレーズでは、一瞬ピアノの黒鍵に相当する五音音階が現れ、変ト長調（変ロ短調の下属調平行調）の響きも聞こえるが、すぐに半音階的なフレーズに掻き消される。最後は全音音階によって、余韻を残したまま、終結感の弱い終止に至る。

## 影響
伴奏を欠いた単旋律の作品でありながらも、ほとんど無調すれすれの極限まで拡張された調性や、フルートの音色の徹底した追究など、ドビュッシーの独創性あふれる斬新な作品に仕上がっている。古代ギリシャを舞台にした作品でありながら、そのモダンな表現と内容は後進の作曲家を触発し、ジャック・イベールの『小品』やアルテュール・オネゲルの『牝山羊の踊り』などにその影響力を見出すことができる。
無伴奏フルートのための小品という分野で『シランクス』の直截的・内面的な後裔と呼びうる作品に、エドガー・ヴァレーズの『密度21.5』が挙げられる。使用音域の拡張や特殊奏法の探究にヴァレーズの進取の気風を認めることができる一方で、開始部分（最低音域のF・E・F#）が、興味深いことに『シランクス』の歌い出し（高音域のB♭・A・B♮）と対称性をなしている点は注目に値する（譜例）。

## 使われた作品
『大都会』『西部警察』『あぶない刑事』などの刑事ドラマにも使用されている。